# Macledium pretoriense
Macledium pretoriense là một loài thực vật có hoa trong họ Cúc. Loài này được (C.A.Sm.) S.Ortiz mô tả khoa học đầu tiên năm 2001.